# 豐原國民暨兒童運動中心
豐原國民暨兒童運動中心是位於臺中市豐原區的國民運動中心，規劃地上4層運動空間、地下3層停車設施。